# Dąb korkowy
Dąb korkowy (Quercus suber L.) – gatunek wiecznie zielonego, rozłożystego drzewa, rosnącego w Afryce północnej i Europie południowej. Z kory wytwarzany jest korek.

## Morfologia

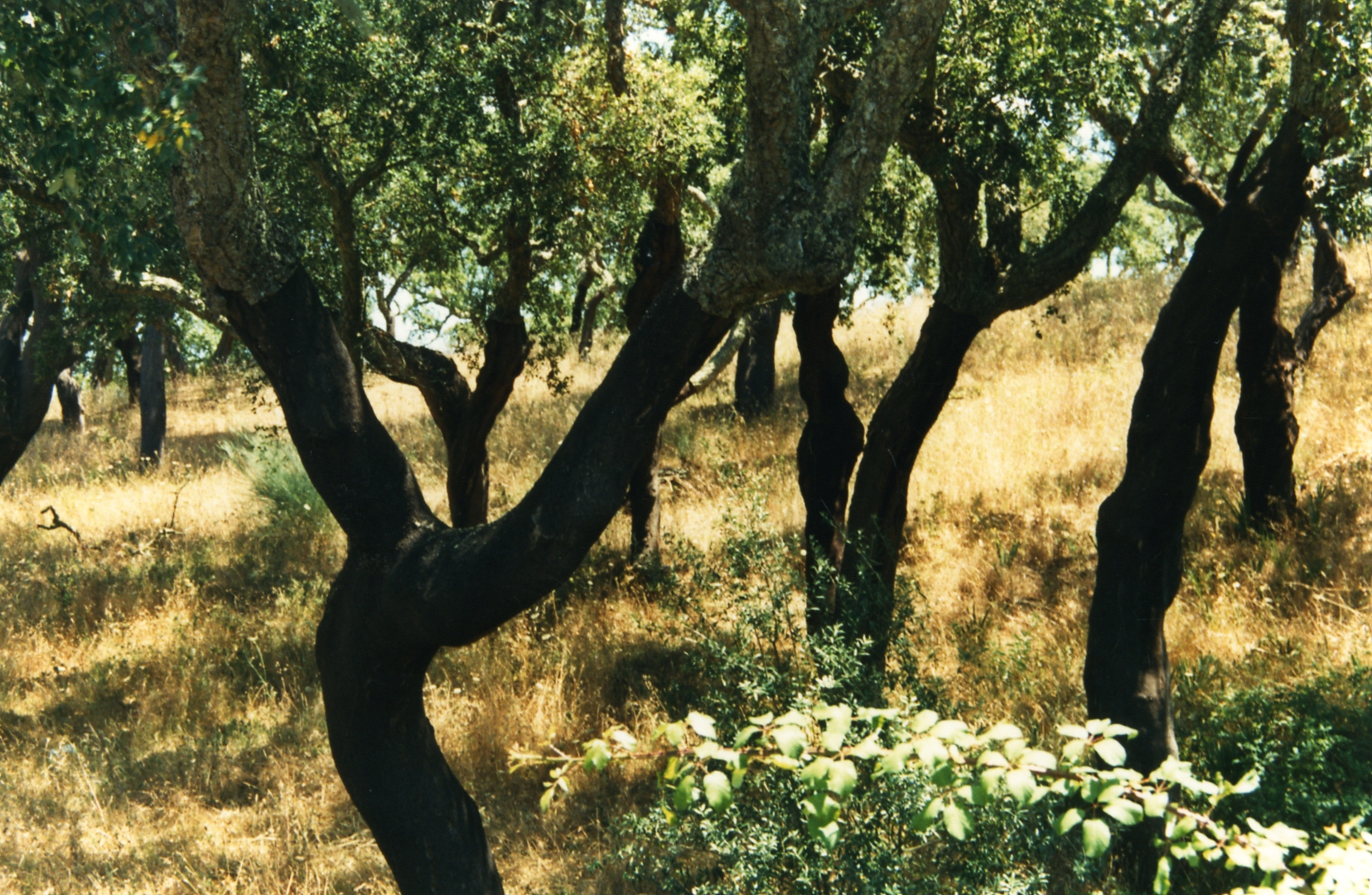
Pokrój młodych drzew

PokrójDrzewo o szerokiej i nieregularnej koronie. Osiąga 20 m wysokości, ale w warunkach naturalnych zwykle niższe.
PieńPoczątkowo rosnący prosto, z czasem krzywi się i garbi. Pokryty grubą i nierówną korą.
LiścieZimozielone, długości 4–7 cm mają owalny kształt, są słabo klapowane i ząbkowane, często mają podwinięte brzegi. Ich wierzchnia strona jest ciemnozielona, a spodnia jasnoszara, owłosiona.
KwiatyMęskie są zebrane w kotki, żeńskie rosną w grupach po 1–3 sztuki na krótkiej szypułce.
OwoceŻołędzie długości 3 cm tkwiące w szarych szypułkach złożonych z niezbyt zbitych łusek.

## Biologia i ekologia

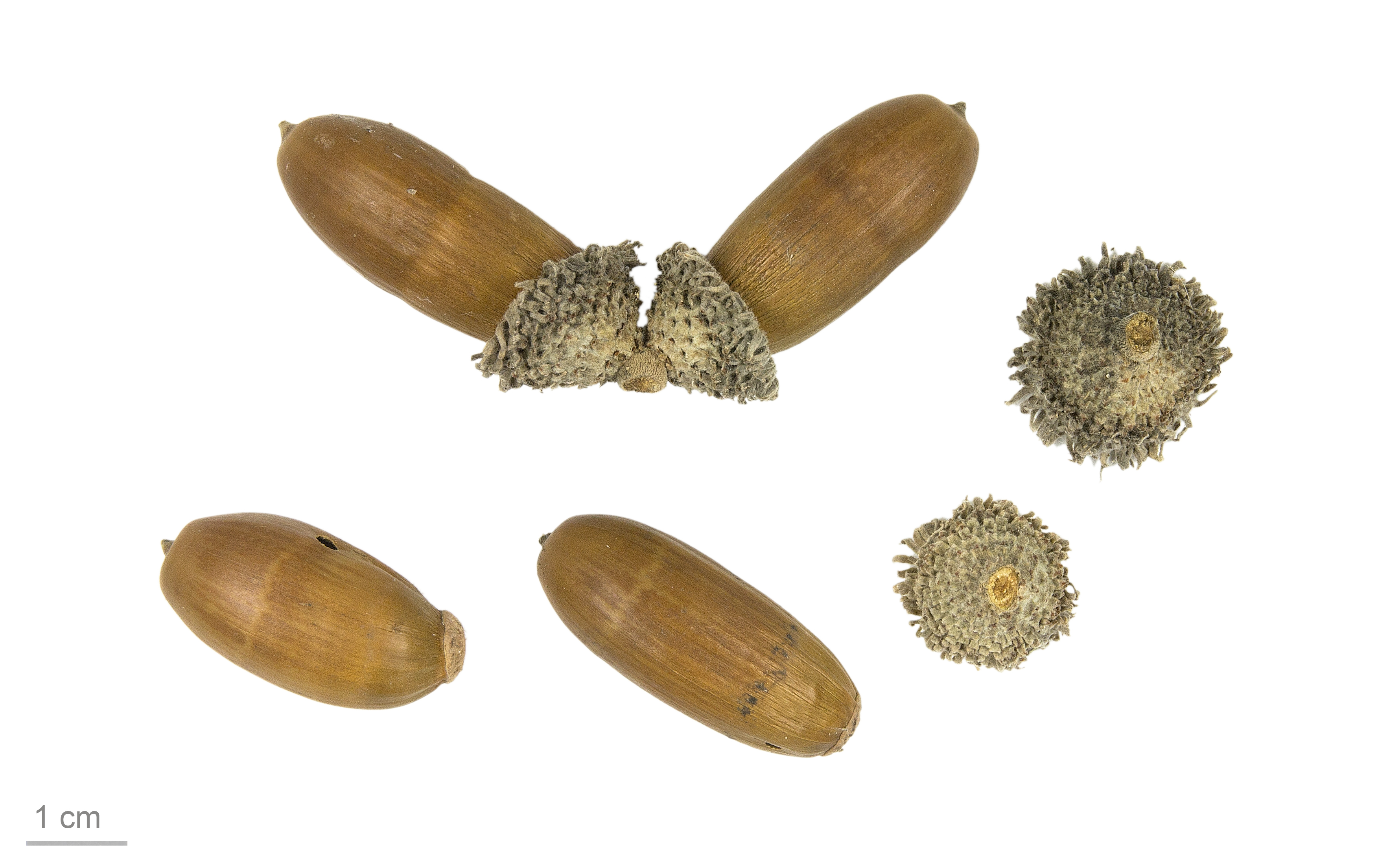
Owoce

Dąb korkowy należy do charakterystycznych roślin tworzących makię. Występuje obficie w strefie śródziemnomorskiej. Liście tego dębu nie opadają na zimę, są twarde i skórzaste, ponieważ pokrywa je substancja chroniąca przed nadmiernym wyparowywaniem wody.

## Zastosowanie

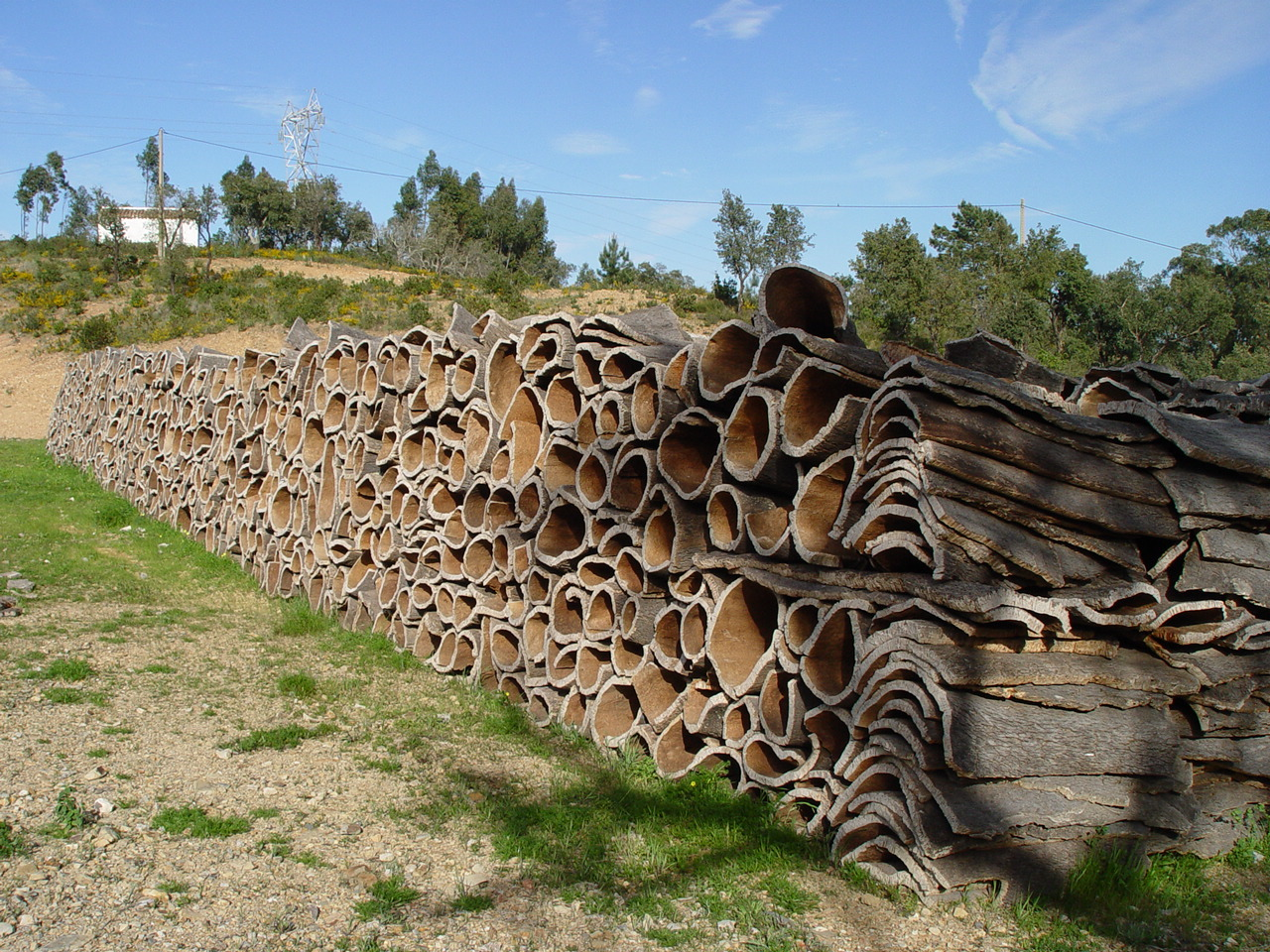
Suszenie obdartej kory

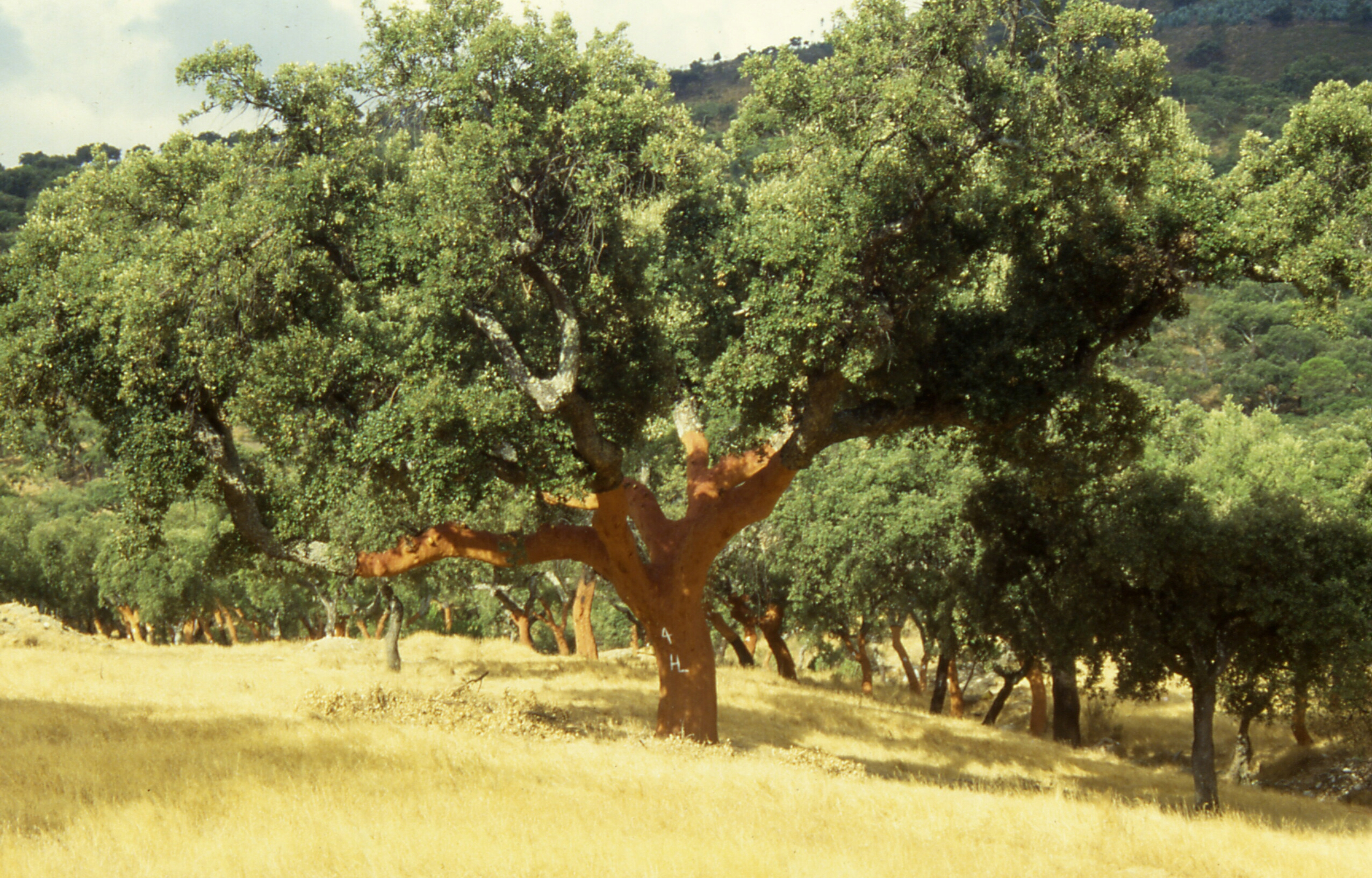
Drzewa w Portugalii po pozyskaniu kory

W celu zdobycia korka wykorzystuje się jedynie korę tego drzewa, a dokładnie - jej zewnętrzną, obumarłą część. Podczas okorowywania zdejmuje się płatami zewnętrzną warstwę, bez uszkadzania wewnętrznej części regenerującej korę. Zabieg jest całkowicie bezpieczny dla drzewa. Kolejne okorowanie może nastąpić dopiero po 9–12 latach, gdy zarosną poprzednie nacięcia i kora zregeneruje się. Korę pozyskuje się po raz pierwszy z drzew, które osiągnęły minimum 25 lat. W ciągu życia pojedynczego drzewa pozyskuje się korek zwykle 12 razy. Drzewo osiąga wiek 150–250 lat.
Dąb korkowy jest uprawiany w Hiszpanii, Portugalii, Algierii, Maroko, Francji, Włoszech i Tunezji. W krajach tych lasy z dębem korkowym zajmują ok. 2,5 miliona ha powierzchni. Około 50% ilości pozyskiwanego korka przypada na Portugalię.